# أندرو سبينس
أندرو سبينس (بالإنجليزية: Andrew Spence)‏ هو طبال جنوب أفريقي، ولد في 9 مايو 1983.

## وصلات خارجية
- أندرو سبينس على موقع ميوزك برينز (الإنجليزية)
- أندرو سبينس على موقع ديسكوغز (الإنجليزية)